# Lotte van Beeková
Lotte van Beeková (* 9. prosince 1991 Zwolle) je nizozemská rychlobruslařka.
Startovala na seniorském sprinterském světovém šampionátu 2010, na kterém skončila patnáctá. Na mistrovství světa juniorů debutovala tentýž rok a získala celkem pět zlatých (víceboj, 1000 m, 1500 m, 3000 m a stíhací závod družstev) a jednu bronzovou (500 m) medaili. Na šampionátu 2011 vybojovala bronz ve víceboji. V sezóně 2011/2012 startovala na domácích závodech, do Světového poháru nastoupila od začátku ročníku 2012/2013. Premiérově se zúčastnila vícebojařského světového šampionátu 2013, kde se umístila na sedmé příčce; na Mistrovství světa na jednotlivých tratích 2013 vybojovala v závodě na 1500 m stříbro. Zúčastnila se Zimních olympijských her 2014, kde se v závodě na 500 m umístila na 16. místě, na kilometru byla pátá, na trati 1500 m vybojovala bronzovou medaili a ve stíhacím závodě družstev se stala olympijskou vítězkou. Na Mistrovství Evropy 2018 vyhrála stíhací závod družstev i distanci 1500 m. Startovala na Zimních olympijských hrách 2018, kde v závodě na 1500 m skončila na 4. místě, na trati 500 m se umístila na 23. příčce a ve stíhacím závodě družstev získala stříbrnou medaili.